# Pedassaar
Pedassaar je jeden z estonských ostrovů v Baltském moři. Nachází se v Kolžském zálivu přibližně 1 km od pobřeží.

## Galerie

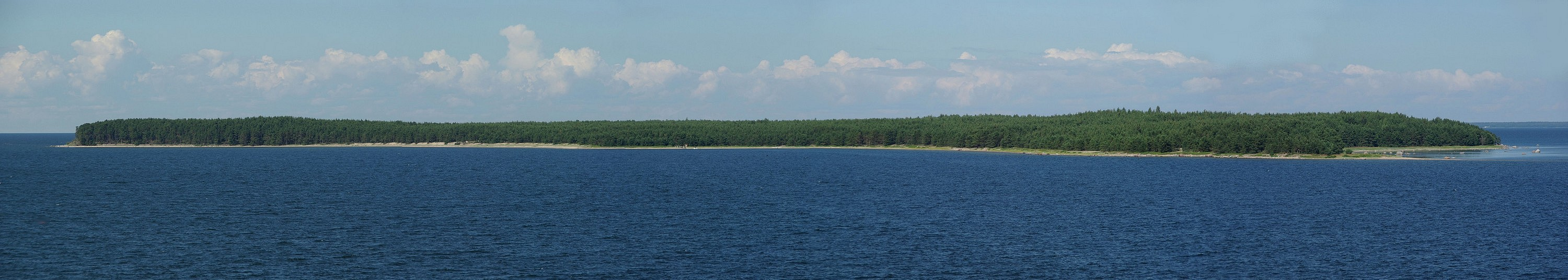
Pohled na ostrov od jihu
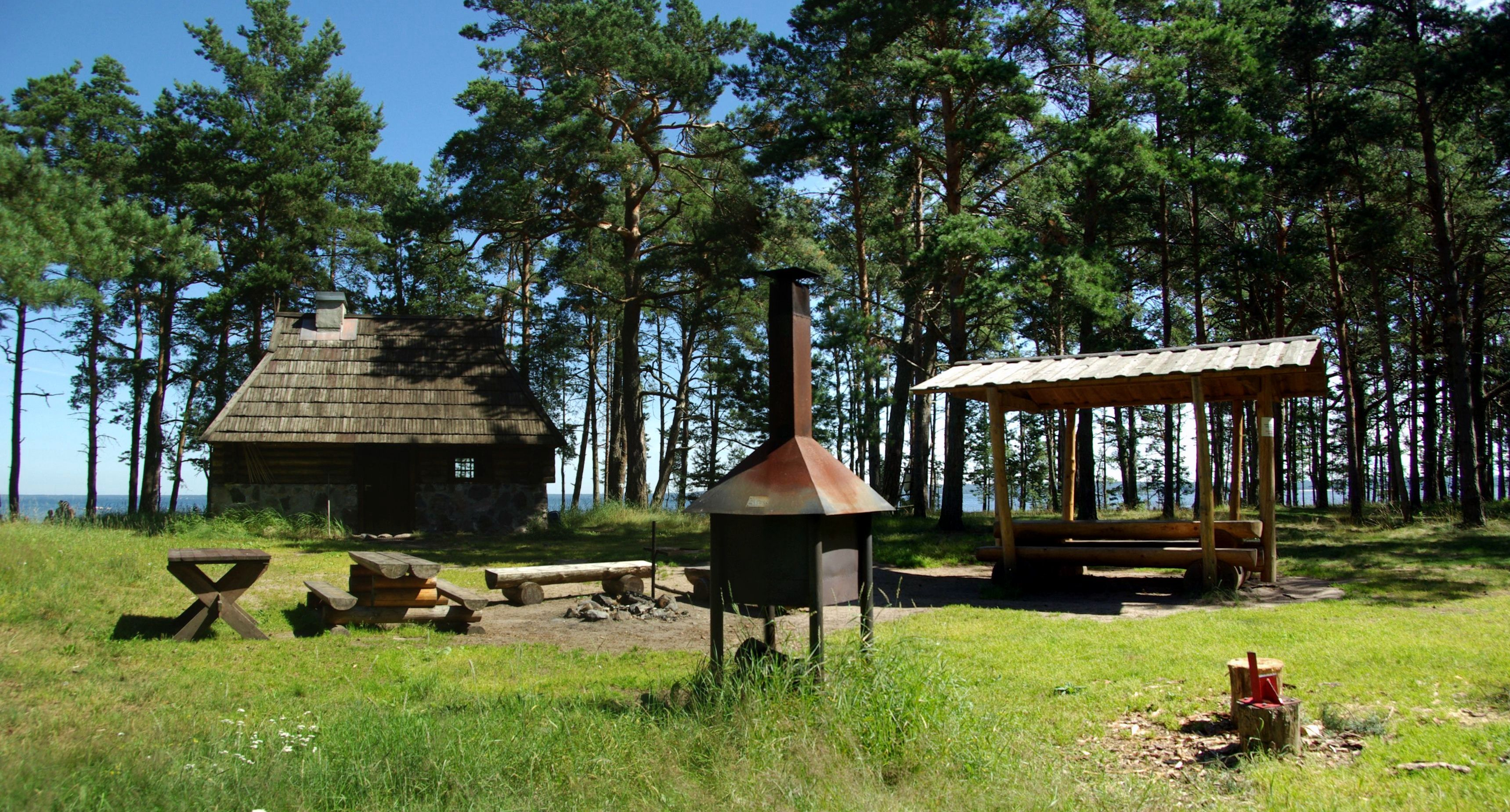
Tábořiště s přístřeškem
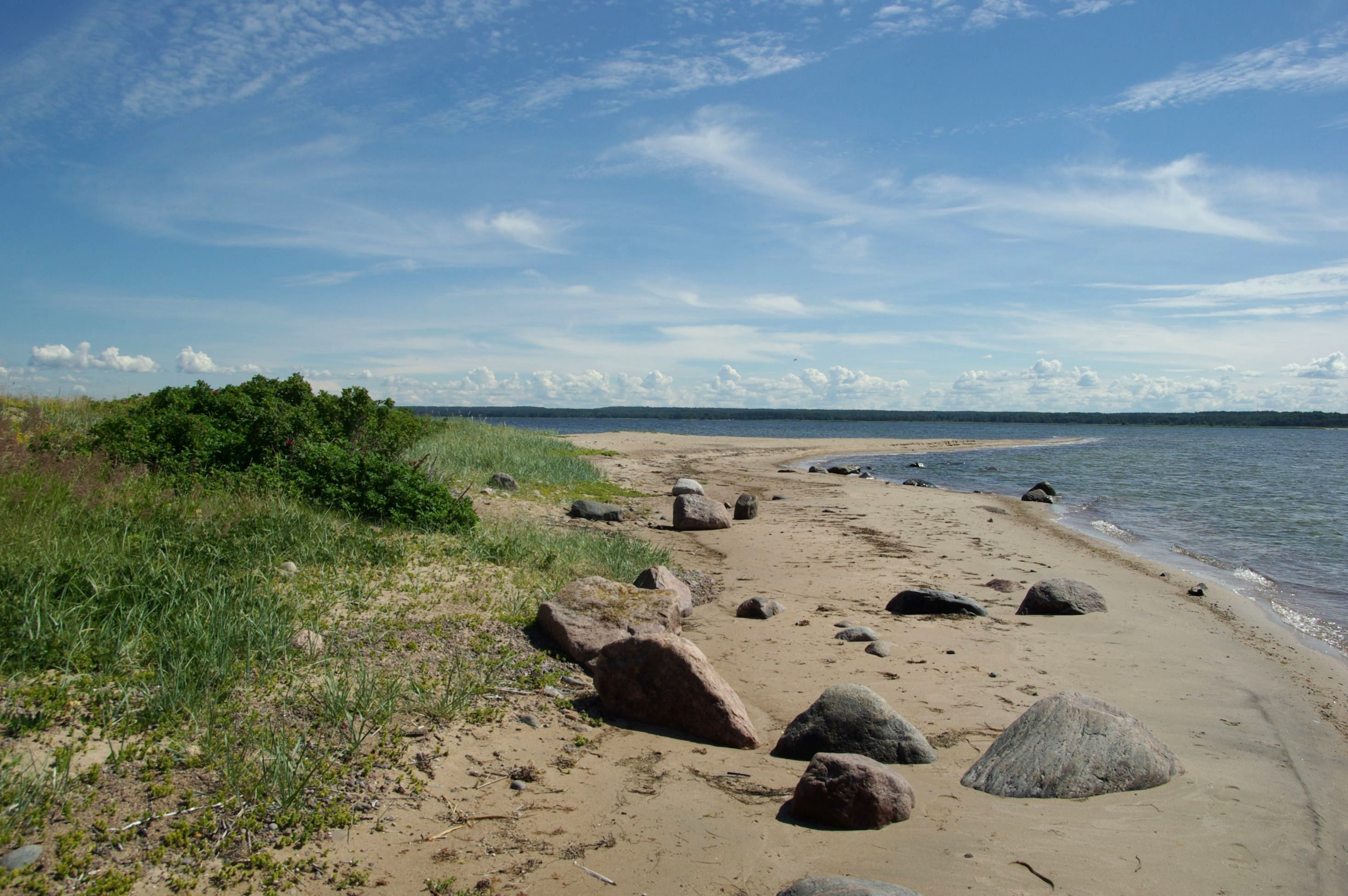
Písečný výběžek na jihu ostrova